# Joseph Clément Garnier

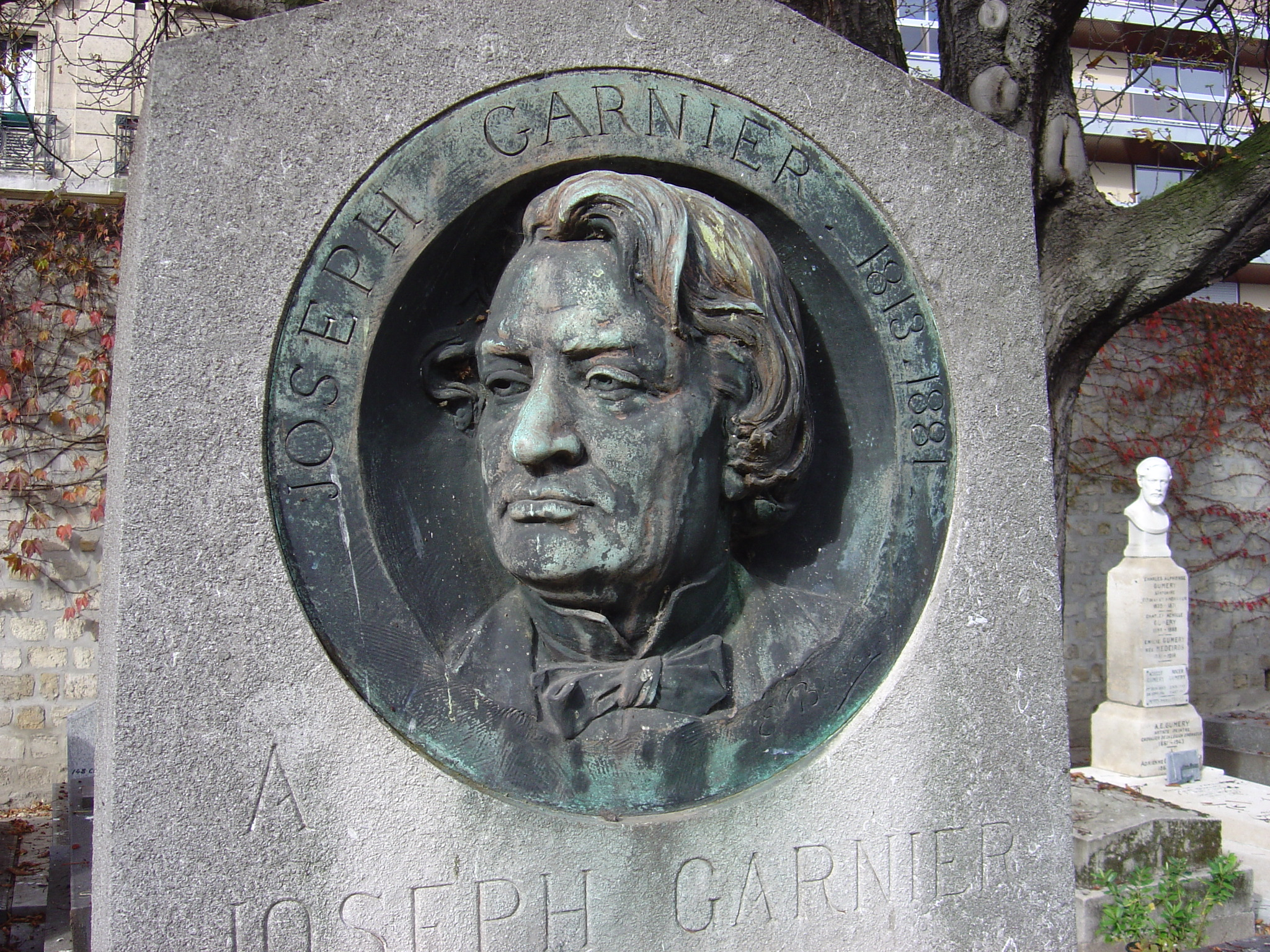
Grab von Joseph Clément Garnier

Joseph Clément Garnier (* 3. Oktober 1813 in Beuil, Grafschaft Nizza; † 25. September 1881) war ein französischer Nationalökonom. Er gilt als Vertreter des Freihandels.

## Leben
Garnier begab sich 1829 nach Paris, wo er an der Oberhandelsschule erst Schüler, dann Professor und Studiendirektor wurde. Nachdem er drei Jahre lang Vorträge am Athénée royal gehalten hatte, wurde er 1846 als Professor der Volkswirtschaft an die École Nationale des Ponts et Chaussées berufen. 1845 übernahm er die Redaktion des von ihm 1841 mitbegründeten Journal des Économistes, die er bis zu seinem Tod weiterführte. Nach dem Sieg der von Richard Cobden gestifteten Freihandelsliga gründete er mit Frédéric Bastiat, Michel Chevalier und anderen die Association pour la liberté des échanges und war 1842 bei der Gründung der Pariser Société d’économie politique beteiligt. 1876 wurde er von seinem Heimatswahlkreis zum Senator gewählt.

## Werk
Von seinen zahlreichen Schriften sind hervorzuheben:
- Introduction à l’économie politique, avec des considérations sur la statistique, la liberté du commerce et l’organisation du travail (Paris 1837)
- Traité d’économie politique (1846, 8. Aufl. 1879)
- Richard Cobden, les ligueurs et la ligue (1846)
- Sur l’association, l’économie politique et la misére (1846)
- Premiéres notions d’économie politique (4. Aufl. 1872)
- Notes et petits traités (2. Aufl. 1864)
- Traité des finances (4. Aufl. 1883)
- Du principe de population (1857, 2. Aufl. 1885)
- Traité d’arithmétique théorique et appliqué au commerce, etc. (3. Aufl. 1880)